# Piknik
Piknik (russe : Пикник) est un groupe de rock soviétique, puis russe, utilisant claviers électroniques et instruments folkloriques et exotiques, fondé en 1978. 

## Membres

### Composition du groupe en 2024
- Edmund Chklarski (Эдмунд Шклярский) : voix, guitare, auteur-compositeur (depuis 1981)
- Léonid Kirnos (Леонид Кирнос) : batterie (1983—1984, puis à partir de 1987)
- Marat Korchemni (Марат Корчемный) : guitare basse, chœurs (depuis 2003)
- Stanislas Chklarski (Станислав Шклярский) : claviers (depuis 2007)

## Discographie
| Année de sortie | Nom de l'album                               | Traduction et remarques                                                 |
| --------------- | -------------------------------------------- | ----------------------------------------------------------------------- |
| 1982            | Dym (Дым)                                    | La Fumée                                                                |
| 1984            | Tanets Volka (Танец волка)                   | La danse des Loups                                                      |
| 1986            | Hyéroglyphe (Иероглиф)                       |                                                                         |
| 1988            | Rodom niotkouda (Родом ниоткуда)             | Originaire de nulle part                                                |
| 1991            | Hara-Kiri(Харакири)                          |                                                                         |
| 1993            | Best of 83-93                                | Compilation                                                             |
| 1994            | Nemnogo ognia (Немного огня)                 | Petit feu                                                               |
| 1995            | Vampirskie pesni (Вампирские песни)          | Chansons vampiriques avec le chanteur Andreï Karpenko (Андрей Карпенко) |
| 1996            | Jene-chene (Жень-шень)                       | Gingseng                                                                |
| 1997            | Steklo (Стекло)                              | Verre                                                                   |
| 1998            | Pite elektritchestvo(Пить электричество)     | Boire de l'électricité avec le groupe disparu Sekta MO (Секта МО)       |
| 1998            | The Best                                     | Compilation                                                             |
| 2001            | Eguiptianine (Египтянин)                     | Egyptien                                                                |
| 2001            | Fioletovo-tchorny (Фиолетово-чёрный)         | Violet-noir Compilation                                                 |
| 2002            | Smoutnie dny (Смутные дни) (1992—2002)       | Jours troublés. Compilation                                             |
| 2002            | Nastaïache dni (Настоящие дни) (1982—1992)   | Ces Jours. Compilation                                                  |
| 2002            | Tchoujoï (Чужой)                             | Etranger                                                                |
| 2003            | Govorit i pokazivaïet (Говорит и показывает) | Il dit et il montre                                                     |
| 2003            | Tribioute (Трибьют)                          | Hommage. Compilation de reprises                                        |
| 2004            | Tiène Vampira (Тень вампира)                 | L'ombre du Vampire Projet conjoint avec Vadim Samoïlov(Вадим Самойлов)  |
| 2005            | Korolestvo krivykh (Королевство кривых)      | Royaume des tordus                                                      |
| 2005            | Novoeguipetckie pesni (Новоегипетские песни) | Chansons Néo-égyptiennes Compilation de remixs électroniques            |
| 2007            | Mrakobesie i Jazz (Мракобесие и Джаз)        | Obscurantisme et Jazz                                                   |
| 2008            | Jeleznie mantry (Железные мантры)            | Mantras de fer                                                          |
| 2010            | Teatre absourda (Театр абсурда)              | Théâtre de l'absurde                                                    |
| 2011            | Tri soudby (Три судьбы)                      | Trois Destins Chansons folkloriques et d'avant-guerre                   |
| 2011            | Tritsate sbetovikh lète (30 световых лет)    | 30 années-lumière Compilation, distribuée uniquement lors des concerts  |

## Attentat du Crocus City Hall en 2024
Le 22 mars 2024, juste avant le concert prévu au Crocus City Hall de Krasnogorsk, dans la banlieue nord-ouest de Moscou et, alors que les spectateurs prennent place dans la salle peu avant 20 h, heure locale, un attentat terroriste rapidement revendiqué par Daesh fait au moins 144 morts et 285 blessés,. Le 23 mars, l'un des membres du groupe n'est pas joignable. Selon une déclaration faite au journal RIA Novosti le 24 mars par le directeur du groupe, Iouri Tchernychevsky, la directrice-adjointe du groupe, Iekaterina Kouchner, est morte dans l'attaque terroriste.
Le 27 mars 2024, Piknik et l'orchestre symphonique Tavrichesky donnent un concert à la mémoire des victimes de l'attentat terroriste du 22 mars 2024 dans la salle de concert Oktyabrsky à Saint-Pétersbourg. Les recettes sont dédiées aux familles des victimes et aux blessés. Le spectacle est diffusé sur les réseaux sociaux et par la chaîne de télévision libre REN.